# Liste des épisodes d'Elementary
Cet article présente la liste des épisodes de la série télévisée américaine Elementary.

## Première saison (2012-2013)
1. Sherlock et Watson (Pilot)
2. Le Grand Sommeil (While You Were Sleeping)
3. La Chambre du monstre (Child Predator)
4. Les Maîtres de l'univers (The Rat Race)
5. L'Ange de la mort (Lesser Evils)
6. Y a-t-il un tueur dans l'avion ? (Flight Risk)
7. Le Disciple (One Way to Get Off)
8. Vengeance à retardement (The Long Fuse)
9. Les Yeux du mal (Do It to Yourself)
10. Léviathan (The Leviathan)
11. La Maison des mystères (Dirty Laundry)
12. M (M)
13. Jeux de guerre (The Red Team)
14. Profilage (The Deductionist)
15. Les Vieux Démons (A Giant Gun, Filled with Drugs)
16. L'Honneur d'un flic (Details)
17. Savant fou (Possibility Two)
18. Déjà vu / Watson mène l'enquête (Déjà Vu All Over Again)
19. Tempête de neige / Tempête sous un crâne (Snow Angels)
20. Un père en colère / Fiel, mensonge et vidéo (Dead Man's Switch)
21. Tueurs en série (A Landmark Story)
22. À vos risques et périls (Risk Management)
23. Irène (The Woman)
24. Alias Moriarty (Heroine)

## Deuxième saison (2013-2014)
1. London Calling (Step Nine)
2. Échec et Maths (Solve For X)
3. Secret d'état (We Are Everyone)
4. L'Empoisonneuse (Poison Pen)
5. Un détective dans la mafia (Ancient History)
6. Partenaires particuliers (An Unnatural Arrangement)
7. Madame la marquise (The Marchioness)
8. La Mort en héritage (Blood Is Thicker)
9. Le Prédateur (On the Line)
10. Triste Sire (Tremors)
11. Le Sommet de la pyramide (Internal Audit)
12. Diaboliquement vôtre (The Diabolical Kind)
13. Qui veut la peau de Bobby belle gueule ? (All In The Family)
14. Nanosaurus Rex (Dead Clade Walking)
15. Guerre des étoiles (Corpse de Ballet)
16. Combat de coqs (The One Percent Solution)
17. Pavillons en berne (Ears to You)
18. Le Dénicheur (The Hound of the Cancer Cells)
19. Les Dents de la mort (The Many Mouths of Andrew Colville)
20. Charbon ardent (No Lack of Void)
21. Un drone de moustique (The Man with the Twisted Lip)
22. Les Hommes de l'ombre (Paint It Black)
23. Le Secret dans la peau (Art in the Blood)
24. La Grande Expérience (The Grand Experiment)

## Troisième saison (2014-2015)
1. Le Crime parfait (Enough Nemesis To Go Around)
2. Cinq petites perles orange (The Five Orange Pipz)
3. Le Nombre de Belphégor (Just a Regular Irregular)
4. Bella (Bella)
5. Diamants de sang (Rip Off)
6. Meurtres à la carte (Terra Pericolosa)
7. Le Nettoyeur (The Adventure of the Nutmeg Concoction)
8. L'Œil de l'assassin / La garde se meurt (End of Watch)
9. Une dose d'immortalité / Une dose d'éternité (The Eternity Injection)
10. La Fleur du mal (Seed Money)
11. Départ précipité / L'illustre client (The Illustrious Client)
12. Au revoir, à jamais (The One that Got Away)
13. La Mine d'or / Une Mine d'or (Hemlock)
14. La Femelle de l'espèce (The Female of the Species)
15. Le Prix du sang / Le coût d'une vie (When Your Number's Up)
16. Repentance (For All You Know)
17. Vague de froid (T-Bone And The Iceman)
18. Une vue de l'Olympe (The View From Olympus)
19. Bourreau d'Hackers (One Watson, One Holmes)
20. Ruby (A Stitch in Time)
21. Les Entrailles de l'affaire (Under My Skin)
22. L'Évadée belle (The Best Way Out Is Always Through)
23. L'Effondrement des colonies (Absconded)
24. La Tentation du diable (A Controlled Descent)

## Quatrième saison (2015-2016)
1. El gato (The Past Is Parent)
2. Lavage de cerveau (Evidence of Things Not Seen)
3. Délit de faciès (Tag, You're Me)
4. Ménage à trois (All My Exes Live in Essex)
5. Les Chevaliers de Nottingham (The Games Underfoot)
6. La Loi du plus fort (The Cost of Doing Business)
7. Le Miroir de l'âme (Miss Taken)
8. Copy Cat (A Burden of Blood)
9. Cocktail Zolotov (Murder Ex Machina)
10. Une aiguille dans une botte de foin (Alma Matters)
11. Bombe humaine (Down Where the Dead Delight)
12. La Quadrature du cercle (A View With A Room)
13. Les Anges bleus (A Study in Charlotte)
14. L'Œil du serpent (Who is That Masked Man)
15. La Folie des grandeurs (Up to Heaven and Down to Hell)
16. Les Chiens de guerre (Hounded)
17. Comics de situation (You've Got Me, Who's Got You?)
18. Le Prix de la survie (Ready or Not)
19. Coup de poker (All In)
20. L'Art et la Manière (Art Imitates Art)
21. Petits meurtres entre amis (Ain't Nothing Like the Real Thing)
22. Le Test de Dante (Turn it Upside Down)
23. La Main invisible (The Invisible Hand)
24. Aux grands maux les grands remèdes (A Difference in Kind)

## Cinquième saison (2016-2017)
1. Sous le signe de la terreur (Folie à Deux)
2. Le Sceau impérial (Worth Several Cities)
3. Arrêt sur images (Render, and Then Seize Her)
4. Trésors célestes (Henny Penny the Sky Is Falling)
5. Effet boomerang (To Catch a Predator Predator)
6. Charmeur de serpents (Ill Tidings)
7. Le Tasbih de Zohala (Bang Bang Shoot Chute)
8. Haché menu (How the Sausage Is Made)
9. Histoire de gangs (It Serves You Right to Suffer)
10. À chacun son poison (Pick Your Poison)
11. Jolies Poupées (Be My Guest)
12. Fontaine, je ne boirai pas de ton eau (Crowned Clown, Downtown Brown)
13. Le Temps assassin (Over a Barrel)
14. La Méthode inuit (Rekt In Real Life)
15. L'Enfant prodigue (Wrong Side of the Road)
16. Cheval de Troie (Fidelity)
17. Lady Frances (The Ballad of Lady Frances)
18. L'Or du Santa Leticia (Dead Man's Tale)
19. Un fin limier (High Heat)
20. La Balle au vol (The Art of Sleights and Deception)
21. Colère noire (Flying into a Rage, Make a Bad Landing)
22. Le Fantôme de Gulu (Moving Targets)
23. Code : Enigma (Scrambled)
24. Entre deux feux (Hurt Me, Hurt You)

## Sixième saison (2018)
1. Sexe, mensonges et vidéos (An Infinite Capacity for Taking Pains)
2. Coup de foudre (Once You've Ruled Out God)
3. Signé Button Gwinnett (Pushing Button)
4. Dernière séance (Our Time is Up)
5. Trou noir (Bits and Pieces)
6. Le Petit Doigt du yakuza (Give Me the Finger)
7. Compagnons d'abstinence (Sober Companions)
8. Le Clan des sabliers (Sand Trap)
9. Chasse aux sorcières (Nobody Lives Forever)
10. Faux et usage de faux (The Adventure of the Ersatz Sobekneferu)
11. La Trève (You've Come a Long Way, Baby)
12. Los ladrones (Meet Your Maker)
13. L'Assassin au cœur d'or (Breathe)
14. Quarantaine (Through The Fog)
15. La Tête ailleurs (How to Get a Head)
16. Irrésistible Skyler (Uncanny Valley of the Dolls)
17. En vers et contre tous (The Worms Crawl in, the Worms Crawl Out)
18. Les Visions de Norman Horowitz (The Visions of Norman P. Horowitz)
19. Pour l'amour de Lily (The Geek Interpreter)
20. La Main au collet (Fit to be Tied)
21. Une issue improbable (Whatever Remains, However Probable)

## Septième saison (2019)
1. Beauté volée (The Further Adventures)
2. Vérité explosive (Gutshot)
3. Le Prix de la paix (The Price of Admission)
4. Tout feu, tout flamme (Red Light, Green Light)
5. In vino veritas (Into the Woods)
6. Tuez-les tous ! (Command: Delete)
7. L'Effet Nocebo (From Russia with Drugs)
8. Improbable Cassie (Miss Understood)
9. Le Doux Parfum de l'herbe (On the Scent)
10. Trash Panda (The Latest Model)
11. Le Sang bleu des limules (Unfriended)
12. La Chute (Reichenbach Falls)
13. Tant que nous sommes ensemble (Their Last Bow)